# Yann Gonzalez
Yann Gonzalez (Niça, 1 de gener de 1977) és un periodista i director de cinema francès.

## Biografia

### Carrera
Periodista de formació, va passar a la direcció el 2006 amb Something Behind (inèdit), By the Kiss (2006), Entracte (2007), I Hate You Little Girls (2008) que van ser seleccionades per a la Quinzena de Directors del Festival Internacional de Cinema de Canes, i Les Astres Noirs (2009), produïda per a La Collection de Canal+ el 2008 (tema « Écrire pour un chanteur »), també seleccionada a Cannes com a part de la Semaine de la Crítica. Gairebé sempre va utilitzar els mateixos actors: Kate Moran, Salvatore Viviano, Pierre-Vincent Chapus. A Les Astres Noirs, compta amb el cantant Julien Doré. També col·labora habitualment per a la música de les seves pel·lícules amb M83, grup del qual el seu germà és el líder i fundador: Anthony també va compondre la banda sonora de By the Kiss (títol que apareix a l'àlbum Digital Shades de M83), Les encounters d'après minuit i d' Un couteau dans le cœur, amb el seu antic company Nicolas Fromageau.
L'any 2013 va rodar el seu primer llargmetratge titulat Les Rencontres d'après minuit.
El seu curtmetratge titulat Les Îles, va guanyar la Palma Queer de curtmetratge al 70è Festival Internacional de Cinema de Canes.
El 2018, Un couteau dans le cœur va ser seleccionat a la competició oficial al 71è Festival Internacional de Cinema de Canes.

### Compromís
És membre del col·lectiu 50/50 que té com a objectiu promoure la igualtat de dones i homes i la diversitat al cinema i audiovisual.

## Filmografia

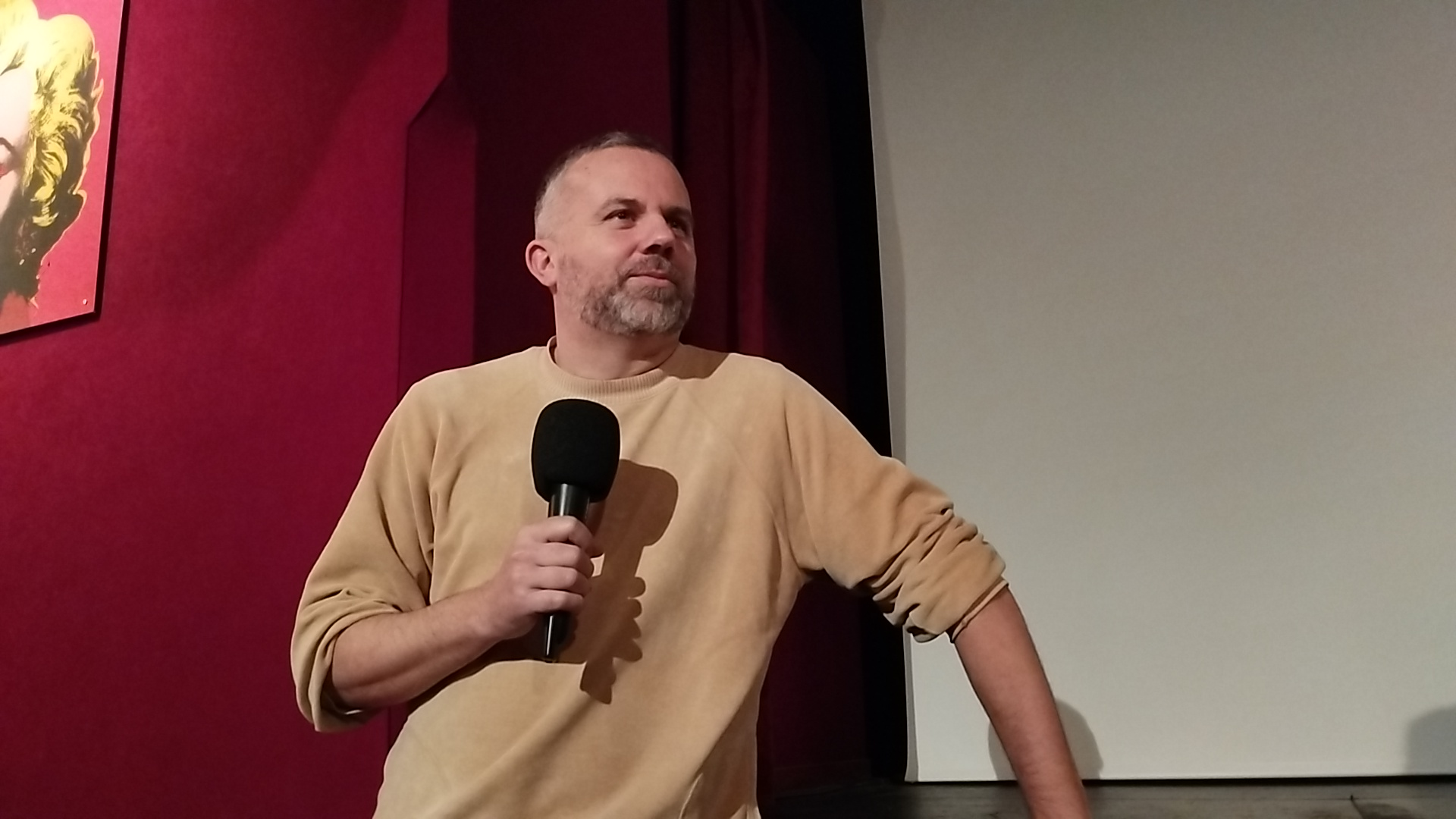
Yann Gonzalez presentant Un couteau dans le coeur a la Filmothèque du quartier latin, el desembre de2022.

### Curtmetratges
- 2006 : By the Kiss
- 2007 : Entracte
- 22008 : Je vous hais petites filles
- 2009 : Les Astres Noirs (Three Celestial Bodies)
- 2012 : Nous ne serons plus jamais seuls
- 2012 : Land of my dreams
- 2017 : Les Îles[10]
- 2021 : Fou de Bassan
- 2022 : Hideous

### Llargmetratges
- 2013 : Les Rencontres d'après minuit[11]
- 2018 : Un couteau dans le cœur[12]

## Publicacions
- « Au boulot ! », Cahiers du cinéma numéro 661, novembre 2010
- « Les amours d'eau, de lumière et de vent », in Jean Epstein, Écrits complets, volume VI, Cours, Esprit de cinéma, articles, 288 pages, éditions de l'Œil, Montreuil, mars 2020.

## Estètica
En una entrevista a Stéphane Delorme, va declarar que «volia fer una escombrada neta de la realitat tal com l'entenem al cinema francès d'avui: l'obsessió per la vida quotidiana, amb els esdeveniments socials i amb "la vida tal com és"» per tal de deixar espai per a la pintura d'una vida somiada.

## Honors
- Palma Queer al millor curtmetratge al 70è Festival Internacional de Cinema de Canes per a Les Îles[13]
- Premi Jean-Vigo 2018 per Un couteau dans le cœur[14]